# Frères Boisserée
Pour les articles homonymes, voir Boisserée.
Les frères Boisserée sont deux frères de la famille Boisserée, Sulpiz Boisserée et Melchior Boisserée, qui ont activement œuvré à la sauvegarde des objets artistiques, de la région de Cologne notamment, qui étaient bradés et pour certains destinés à la destruction lors de la sécularisation de 1802  précédant le recès d'Empire.
Les deux frères Sulpiz et Melchior sont respectivement l’avant-dernier et le dernier des onze enfants d'une famille dont le père, Nicolas Boisserée, d'ascendance belge, est un entrepreneur aisé et la mère est fille de commerçant. 
Commencée en 1804, la collection atteint rapidement un volume important. Elle déménage plusieurs fois, et est visitée par les poètes, savants et érudits de l'époque qui en assurent la renommée. En 1827, le roi de Bavière acquiert la collection; elle constitue le fond de la Alte Pinakothek.

## Articles liés
- Sulpiz Boisserée
- Melchior Boisserée
- École de Cologne
- Alte Pinakothek